# Sveriges Mansjourers Riksförbund
Sveriges Mansjourers Riksförbund, förkortning SMR, är ett förbund för Sveriges mansjourer. De mansjourer som 2012 var kopplade till förbundet är MJ Nord, Uppsala Mansjour, Mansforum i Örebro, Föreningen Mansjouren i Eskilstuna, Mansjouren Västra Götaland, Manscentrum Oskarshamn och Mansjouren i Kalmar.  Förbundets kontor finns i Skövde och dess ordförande är advokaten Peter Haglund från Falköping. De arbetar för att hjälpa utsatta män och för att verka opinionsmässigt för mansjourernas gemensamma intressen.
De uppmärksammades i bland annat Kristdemokraten i samband med att det togs upp att Socialstyrelsen inte delar ut ekonomiskt stöd till män som misshandlats av kvinnor. Förbundet beslutade att inte söka något ekonomiskt stöd hos Socialstyrelsen 2008, men har dessförinnan fått bidrag för att hjälpa män att hitta andra vägar än våld för att lösa konfliktsituationer i relationen. Aftonbladet har länkat till dem i en artikel om vart våldsutsatta kan vända sig för att få hjälp. Åklagarmyndigheten, Brottsoffermyndigheten och polisen hänvisar våldsutsatta män till förbundet eller dess anslutna mansjourer.
Förbundet är sedan 2012 inte operativt längre.